# Холодний палець

Холодний палець використовується в сублімації. Вогкий продукт (6) знаходиться в нижній частині зовнішньої труби (4), яка нагрівається (7) під вакуумом (через бічний рукав 3). Сублімований матеріал збирається (5) на власне холодному пальці, охолоджуючись охолоджувачем (синім), що циркулює через порти 1 і 2.

Холодний палець — частина лабораторного обладнання, яка використовується для створення локальної холодної поверхні. Він названий через свою схожість з пальцем і є типом холодної пастки. Пристрій зазвичай складається з камери, в яку може входити та виходити охолоджуюча рідина (холодна водопровідна вода або, можливо, щось холодніше). Інша версія передбачає наповнення пристрою холодним матеріалом (приклади: лід, сухий лід або суміш, така як сухий лід/ ацетон або лід/вода).
Як правило, холодний палець використовується в апараті для сублімації або може використовуватися як компактна версія конденсатора в апараті реакції зворотного холодильника або дистиляції. Багато комерційно доступних роторних випарників можна придбати з холодним пальцем замість наприклад конденсатора Dimroth. При використанні як конденсатора в роторному випарнику холодні пальці можна охолодити до нижчої температури − 78 °C (сухий лід), порівняно з водяними конденсаторами, які можна охолодити до −40 °C (суміш етиленгліколь/вода). Досягнута нижча температура зменшує кількість летких матеріалів, що виділяються в повітря.

## Зображення

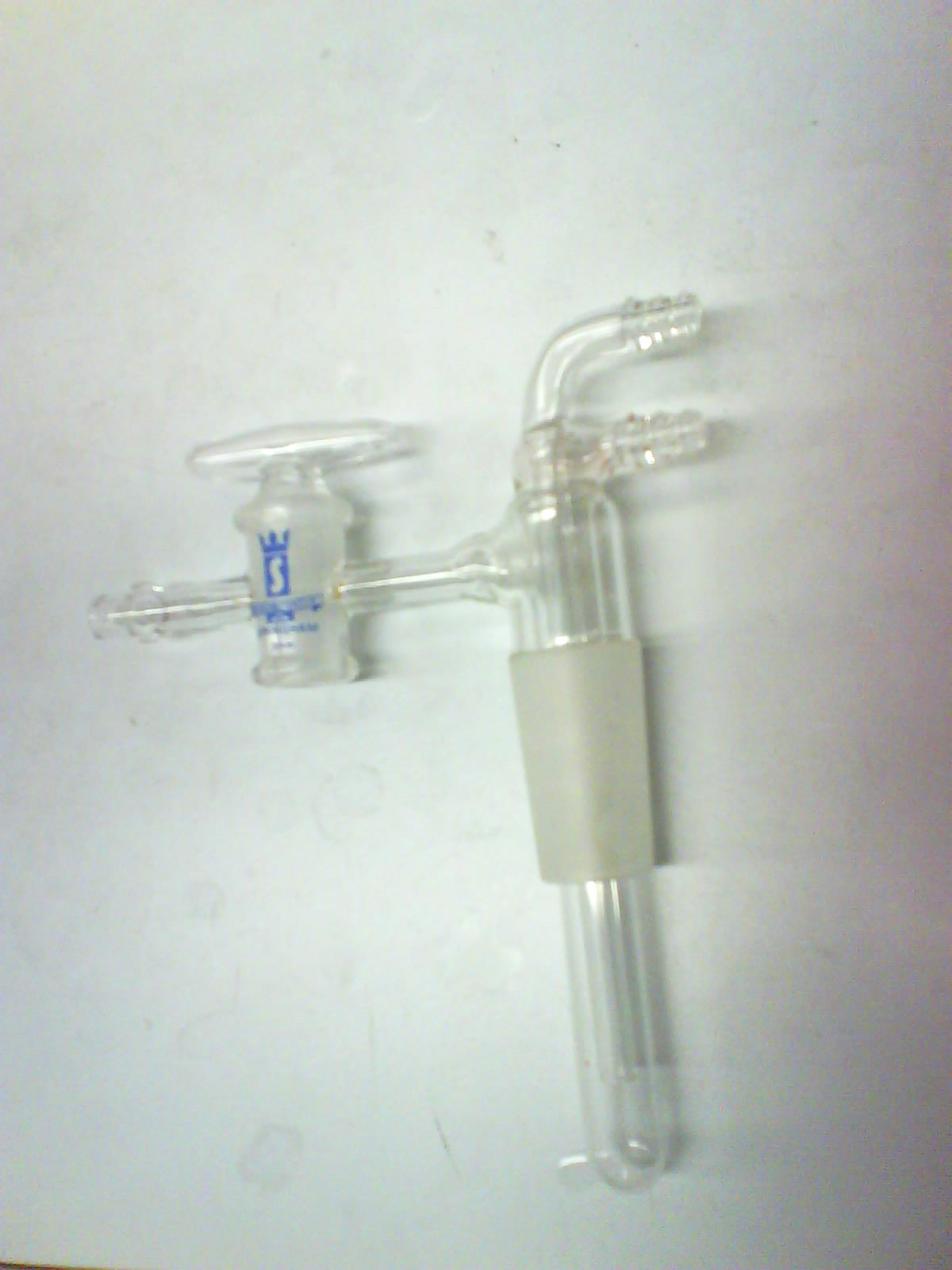
Холодний палець, який включає вакуумний вихід.
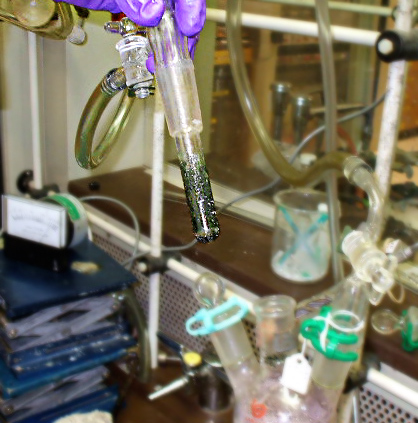
Темно-зелені кристали нікелоцену, щойно сублімовані на холодному пальці.